# Union Baugesellschaft auf Aktien (Berlin)
Die „Union“ Baugesellschaft auf Aktien war ein deutsches Bauunternehmen und Immobilienunternehmen in der Rechtsform einer Aktiengesellschaft mit Sitz in Berlin. Es wurde 1872 von dem Berliner Bankier Albert Hirte gegründet und bestand formal bis 1968. Mit seinem Kapital trug es zur Erschließung und Bebauung neuer Wohngebiete bei und errichtete zahlreiche Geschäftshäuser. Es erwirtschaftete Gewinne mit dem Weiterverkauf von Grundstücken bzw. dem Verkauf oder der Vermietung von Gebäuden.

## Geschichte

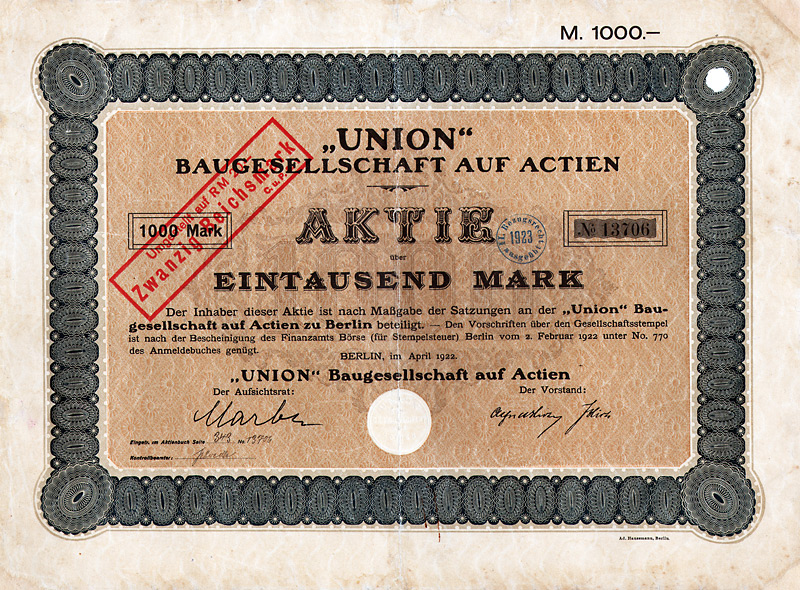
Aktie über 1000 Mark der „Union“ Baugesellschaft auf Actien vom April 1922

Das am 28. Oktober 1872 gegründete Unternehmen hatte ein Aktienkapital von 450.000 Mark, das bis 1906 auf 6 Millionen Mark erhöht wurde. Es erwarb im Zentrum Berlins und in seinen Randlagen eigenen Baugrund, den es bis Ende des 19. Jahrhunderts intensiv bebaute. Das im Zuge der Hochinflation bis auf 60 Millionen Mark erhöhte Aktienkapital wurde nach der Währungsreform 1924 auf 1,2 Millionen Reichsmark umgestellt.
Ihren Sitz hatte die „Union“ Baugesellschaft ab April 1874 im Haus Neue Roßstraße 1, 1894 bis 1906 im Haus Poststraße 27, ab 1906 im Haus Markgrafenstraße 92/93, ab 1913 Markgrafenstraße 76 und ab 1932 im Haus Schillstraße 12. Einen eigenen Bauhof (auch genannt „Bauabteilung“) mit Rüstplatz und Tischlerei unterhielt es auf einem Grundstück an der Ecke Lindenweg / Oranienburger Straße in (Berlin-)Wittenau, der vorübergehend (bis ca. 1930) als selbständige Tochtergesellschaft Bauhof Wittenau GmbH geführt wurde.
Von 1872 bis zu seinem Tod im Jahr 1898 war Albert Hirte Direktor des Unternehmens. 1891 wurde sein Sohn Alfred Hirte (1865–1942) Generalbevollmächtigter des Unternehmens, und ab 1898 Direktor. Dessen Bruder, der Architekt und Regierungsbaumeister a. D. Johannes Hirte (1869–1931), wurde ebenfalls Direktor.
Im Jahr 1925 setzte sich der Vorstand des Unternehmens aus Alfred Hirte, Johannes Hirte und zwei stellvertretenden Mitgliedern zusammen. Im November des gleichen Jahrs wurde die „Juhag“ Industrie- und Handels-AG in Berlin durch Fusion übernommen und aufgelöst. Ende 1925 wurde das Immobilieneigentum des Unternehmens mit insgesamt 334.253 m² wie folgt aufgezählt:
- baureife Grundstücke in Neukölln an der Fontanestraße, der Mahlower Straße, der Lichtenrader Straße und der Selchower Straße (3.051 m²),
- Terrain in Spandau an der Berliner Straße (25.202 m²),
- teilweise baureife Grundstücke in Charlottenburg am Siemensdamm und am Nonnendamm (27.541 m²),
- baureife Grundstücke in Charlottenburg an der Nordhausener Straße (1.702 m²),
- Restparzellen in Hirschgarten und Lübars (2.282 m²),
- in Heiligensee in der Nähe des Bahnhofs Schulzendorf und an der Haltestelle der Straßenbahnlinie 128 gelegenes Gelände (240.000 m²),
- baureife Landhausparzellen in Zehlendorf-West an der Lessingstraße und der Herderstraße (6.500 m²),
- baureife Landhausparzellen in Schmargendorf an der Cunostraße, der Cranzer Straße und der Landecker Straße (3.886 m²),
- baureife Parzellen in Reinickendorf an der Schillerpromenade, am Schillerring, an der Baseler Straße und der Davoser Straße (20.494 m²),
- Bauland in Neukölln an der Richardstraße (3.595 m²)

1930 erwarb die „Union“ rund 25.000 m² Siedlungsgelände in Falkensee. Um 1932 verfügte sie außerdem durch verschiedene Tochtergesellschaften über Grundbesitz in Treptow und Weißensee. Zur gleichen Zeit war sie auch an der „Bellevue“ Garagenbau- und Vermietungs-AG beteiligt, der die Grundstücke Markgrafenstraße 1/2 und Lindenstraße 89/90 in der Friedrichstadt gehörten. Im Jahr 1932 wurde nur noch Alfred Hirte als Vorstandsmitglied genannt, während Bernhard Hirte (1902–1944), Sohn von Johannes Hirte, Prokurist war.
Trotz des umfangreichen Grundstückseigentums geriet die „Union“ Baugesellschaft im Zuge der Weltwirtschaftskrise offenbar in Schwierigkeiten; 1933 beteiligte sich die Dresdner Bank an einer Sanierung des Unternehmens. Die Börsennotierung endete 1933, 1934 wurde das Unternehmen in die Union Baugesellschaft mbH und die Union Immobilien-Verwertungsgesellschaft AG aufgeteilt, wobei letztere Alleingesellschafterin der Union Baugesellschaft mbH war. Trotz dieser Bemühungen geriet das Unternehmen 1936 in die Insolvenz. Seine Liquidation war im Rahmen der geänderten politischen Verhältnisse in der Zeit des Nationalsozialismus und nach dem Zweiten Weltkrieg schwierig, die endgültige Löschung aus dem Unternehmensregister erfolgte erst 1968.

## Beispielhaftes Bauprojekt in der Berliner Friedrichstadt
Die „Union“ Baugesellschaft erwarb 1905 von der Siemens & Halske AG deren 1904 aufgegebenes Fabrikgelände auf den zusammen 6.880 m² großen Grundstücken Markgrafenstraße 92/93/94 und Charlottenstraße 6/7 in der südlichen Friedrichstadt. Der Architekt Johannes Hirte als Direktor der „Union“ konzipierte eine neue Aufteilung des Geländes in vier unterschiedlich große Grundstücke und gleichzeitig eine die Flächen gut ausnutzende Büro- und Geschäftshaus-Bebauung um mehrere Innenhöfe. Mit dieser verkaufsfördernden Planungsvorgabe wurden drei der Grundstücke weiterveräußert:
- Das kleinste, nur etwa 284 m² große Grundstück Charlottenstraße 7 übernahm der Eigentümer des Nachbargrundstücks Markgrafenstraße 91, um sein tiefes, schmales Grundstück zusätzlich vom anderen, westlichen Ende zu erschließen. Es erfolgte zunächst keine neue Bebauung des zugekauften Teils, einige der alten Fabrikgebäude von Siemens & Halske wurden weitergenutzt.
- Das rund 2.900 m² umfassende Grundstück Charlottenstraße 6 erwarb die eigens zu dessen Verwertung gegründete Charlottenhof-Gesellschaft mbH und errichtete darauf 1905–1906 ein Charlottenhof genanntes Büro- und Geschäftshaus nach Entwurf der sich als „Architektur- und Baugeschäft“ bezeichnenden Firma Hiller & Kuhlmann (Berlin und Hannover). Die Grundrissgestaltung folgte dem „System eines Hamburger Kontorhauses“ (in kleine Einheiten aufteilbare Büroflächen, durch umlaufende Flure erschlossen).
- Das Grundstück Markgrafenstraße 94 mit rund 993 m² wurde an den Baumeister (Bauunternehmer) Paul Bayer verkauft. Für das 1905–1906 darauf ausgeführte Büro- und Geschäftshaus plante Bayer die Grundrisse, während die repräsentative Fassade zur Markgrafenstraße von dem in Berlin-Friedenau ansässigen Architekten Sylvester Pajzderski entworfen wurde. Das Gebäude blieb zunächst im Eigentum von Bayer und wurde anscheinend ausschließlich durch die Möbelfabrik M. Markiewicz als Ausstellungsfläche (Möbelkaufhaus) genutzt.[3] Wenige Jahre später gehörte es dem Kaufmann C. Ranck und wurde durch 14 Gewerbemieter genutzt.[4]
- Für das rund 2.700 m² umfassende Grundstück Markgrafenstraße 92/93, das bei mäßiger Breite an der Straße tief in den Baublock reichte, übernahm Johannes Hirte die weitere Planung; die Bauausführung oblag der „Union“ Baugesellschaft. Als Eigentümer des hier 1905–1906 errichteten Bauteils wurde 1906/1907 die Markgrafenstraße Bodengesellschaft mbH[3], 1913/1914 dagegen die Handelsstätte „Belle Alliance“ AG[4] genannt – beide waren allem Anschein nach unternehmerisch eng mit der „Union“ verknüpft.

(Quelle:)

## Weitere von der „Union“ Baugesellschaft errichtete Bauten
- ab 1872: Villenkolonie Berlin-Hirschgarten
- 1892–1893: Gewerbehof „Andreashof“ in Berlin-Friedrichshain, Andreasviertel, Andreasstraße 32 und Grüner Weg 79[10]
- 1892–1893: Kaufhaus „Burghof“ in Berlin, Stadtmitte, Burgstraße 2 und Poststraße 6 (an der Spree gegenüber dem Königlichen Marstall; nicht erhalten)
- 1895–1897: Geschäftshaus Mauerstraße 86–88 in Berlin-Mitte (unter Denkmalschutz)[12]
- 1897–1900: Büro- und Geschäftshaus Handelsstätte „Belle Alliance“ in Berlin, Friedrichstadt, Lindenstraße 101/102 und Friedrichstraße (im Baublock nördlich des Belle-Alliance-Platzes; nicht erhalten)[10]
- 1899–1902: Industriestätte Südost in Berlin, Luisenstadt, Michaelkirchstraße 17 und Köpenicker Straße 55[10]
- 1928–1929: Tankstelle auf der Lohmühleninsel in Berlin-Kreuzberg (unter Denkmalschutz)